# 過塩素酸テトラメチルアンモニウム
過塩素酸テトラメチルアンモニウム（かえんそさんテトラメチルアンモニウム、英: Tetramethylammonium perchlorate）は、化学式[N(CH3)4]ClO4で表される第四級アンモニウム塩である。

## 合成
本化合物は希過塩素酸と水酸化テトラエチルアンモニウムを低温で混合させることで合成される。

## 用途
過塩素酸塩は、有機合成、クロマトグラフィー、電気化学における支持電解質の中間体として用いられる。過塩素酸トリメチルアンモニウムとともに、冷戦期にはコンポジット推進薬の成分として研究されたが、実用化には至らなかった。

## 関連文献
- Hofmann, K. A.; Roth, R.; Hobold, K.; Metzler, A. Relationship between the Constitution and Behavior towards Water of Ammonium Oxonium Perchlorates. Berichte der Deutschen Chemischen Gesellschaft, 1911. 43: 2624-2630. ISSN 0365-9496